# Emma von Italien
Emma von Italien (auch: Hemma; * zwischen 948 und 950; † 2. November nach 988) war westfränkische Königin und Stieftochter des ostfränkischen Kaisers Otto I.

## Leben
Emma wurde als Tochter von König Lothar II. von Italien und der Adelheid von Burgund geboren. Ihr erst 22-jähriger Vater starb 950, vermutlich durch Gift. Ihrer Mutter gelang mit ihr die Flucht vor Berengar II., dem eigentlichen Herrscher von Italien. Sie heiratete 951 den ostfränkischen König und späteren Kaiser Otto I.
Anfang 966 wurde Emma von ihrem Stiefvater mit dem französischen König Lothar verheiratet. Es sind Münzen bekannt, die Lothars und Emmas Namen tragen. Damit ist sie die erste französische Königin, deren Name auf Münzen erscheint. Ebenfalls bezeugen Urkunden, dass sie sich als gekrönte Königin aktiv an der Politik ihres Mannes beteiligte.
Die Abhängigkeit vom ostfränkischen Reich wurde im Westfrankenreich mit Argwohn betrachtet. Spätestens nach dem Tod von Otto I. 973 war die Ehe zwischen Emma und Lothar durch Zwistigkeiten und Intrigen zwischen Lothar und dessen Schwager, Emmas Halbbruder, der als Otto II. Kaiser wurde, überschattet. Lothars jüngerer Bruder Karl, Herzog von Niederlothringen, war zwar Ottos Vasall, schürte aber das Misstrauen gegen die Königin. Im Jahr 977 wurde Emma von ihrem Schwager Karl von Niederlothringen des Ehebruchs mit Ascelin, dem Bischof von Laon, beschuldigt. Bei der vom Reimser Erzbischof Adalberon geleiteten Synode von Sainte-Macre wurden Emma und der Bischof jedoch freigesprochen und Herzog Karl musste Frankreich verlassen. Um die Ansprüche ihres Sohnes Ludwig zu sichern, überredete Emma ihren Gemahl, ihn als Mitregenten zu krönen.
Lothar starb im Jahre 986 und sein Sohn Ludwig folgte ihm als französischer König. Emma versuchte sofort das frühere gute Verhältnis zu den Ottonen wiederherzustellen, insbesondere, da im ostfränkischen Reich inzwischen ihre Mutter zusammen mit Theophanu, der Witwe von Emmas Halbbruder Otto II., für den minderjährigen Otto III. regierten. Die Gegenpartei mit Karl von Niederlothringen und Hugo Capet, die aus der Schwäche des von einem Kind regierten Ostfrankenreichs profitieren wollte, hintertrieb diese Bemühungen. Der junge König verbannte seine Mutter und den Bischof von Laon vom Hof und beschuldigte sie, Lothar vergiftet zu haben. Bereits ein Jahr später starb König Ludwig ohne Erben. Karl von Niederlothringen setzte Emma gemeinsam mit Ascelin von Laon gefangen. Brieflich bat Emma ihre Schwägerin Theophanu um Hilfe. Theophanu drängte auf Freilassung der Gefangenen.
Emma verbrachte ihre letzten Lebensjahre vermutlich in einem Kloster in Burgund, wo sie auch verstarb. Ihr genaues Sterbedatum ist unbekannt. Ihr letztes Lebenszeichen ist ein Brief an einen unbekannten Geistlichen, der auf das Ende des Jahres 988 datiert wird. Das  Obituaire de Saint-Germain-des-Pres nannte als Todestag den 2. November, das Jahr ist nicht bekannt.

## Nachkommen
Aus Emmas Ehe mit Lothar gingen zwei Kinder hervor: Der spätere König Ludwig V. und Otto († 18. November wohl vor 986), Domherr zu Reims.

## Identifikation mit Emma von Böhmen
Peter Hilsch vertritt die Ansicht, dass Emma von Italien nach dem Tod von Mann und Söhnen Frankreich verließ und den böhmischen Fürst Boleslav II. heiratete und nach dessen Tod nach Bayern floh und dort bis 1006 lebte. Sie wäre damit mit Emma von Böhmen identisch. Diese Identifikation begründet Hilsch mit der Ähnlichkeit der am Witwensitz von Emma von Böhmen in Mělník geprägten  Münzen mit den fränkischen von Lothar und Emma. Zudem tragen in Melnic civitas geprägten Münzen den Namen Emma Regina (Königin Emma), während Emma von Böhmen nur Frau bzw. Witwe eines Fürsten war.